# La donna alla finestra
La donna alla finestra (The Woman in the Window) è un film del 2021 diretto da Joe Wright.
La sceneggiatura, scritta da Tracy Letts, è un adattamento dell'omonimo romanzo del 2018 di A. J. Finn. Fanno parte del cast principale Amy Adams, Gary Oldman, Anthony Mackie, Fred Hechinger, Wyatt Russell, Brian Tyree Henry, Jennifer Jason Leigh e Julianne Moore.

## Trama
La psicologa Anna Fox da tempo soffre di agorafobia e trascorre le sue giornate chiusa nella sua casa di New York. La donna ha contatti diretti soltanto con il suo terapista che le sta prescrivendo una terapia ma non riesce a farla uscire di casa, e con l'inquilino che vive nel suo seminterrato, David. Consumatrice costante di vino anche se i suoi farmaci non glielo permetterebbero, Anna crede di parlare ogni giorno con suo marito e sua figlia al telefono, quando in realtà ciò non avviene. La donna inoltre passa il tempo a spiare tutto il vicinato. 
Non appena una nuova famiglia si trasferisce nell'abitazione di fronte alla sua, Anna fa subito la conoscenza di Ethan, ragazzo quindicenne che le porta un regalo da parte di sua madre. Anna riconosce dei segni di un disagio mentale nel ragazzo e attribuendoli al recente trasferimento da un'altra città si offre d'aiutarlo.
Nella sera di Halloween, Anna si ritrova con la casa circondata da bambini che fanno dolcetto o scherzetto: ne consegue un attacco di panico. Viene soccorsa dalla madre di Ethan, Jane, che le fa compagnia per l'intera serata e le fa delle strane confessioni, lasciando intuire come suo marito sia talvolta violento con lei ed Ethan, e le lascia un disegno autografato. Poco dopo il marito di Jane, Alistair, si presenta da Anna chiedendole se ha visto dei componenti della sua famiglia. Il giorno dopo Anna assiste all'omicidio di Jane nella casa di fronte: denuncia quindi l'accaduto alla polizia. I poliziotti tuttavia non le credono, anche a causa di un suo precedente falso allarme circa un intruso in casa sua che invece si era rivelato essere il suo inquilino; inoltre una donna che afferma di essere Jane, ma che non è la stessa conosciuta da Anna, si presenta davanti a lei ed alla polizia. Anna esibisce anche il disegno consegnatole precedentemente, che non viene però considerato una prova attendibile.
Anna resta convinta delle sue idee e continua a spiare i vicini, cercando anche di coinvolgere il suo inquilino David nella sua ossessione. La donna finisce per curiosare anche in documenti privati dell'uomo, scoprendo che vive in regime di libertà vigilata a causa di una rissa in cui è stato coinvolto. Nel frattempo scopre che Alistair Russell ha cambiato città poco dopo la morte della sua segretaria e che non lavora più per la stessa azienda per la quale lavorava precedentemente. Una notte Jane Russell nota che Anna sta spiando la sua famiglia con l'obiettivo della sua fotocamera: la minaccia quindi di chiamare la polizia, costringendola a smettere. Anna prova dunque ad entrare nuovamente in contatto con Ethan, che sembra però reticente nel dirle cos'è veramente accaduto: Alistair interrompe inoltre il loro incontro con violenza, sostenendo che Anna stia avendo una relazione con suo figlio minorenne. Quella notte qualcuno entra nella casa di Anna e la fotografa mentre dorme, per poi spedirle la foto via e-mail.
La polizia viene immediatamente allertata: i vicini si lasciano coinvolgere dagli avvenimenti e così gli agenti rivelano davanti a tutti loro il passato di Anna, la quale aveva causato un incidente stradale in cui suo marito (con cui era in crisi per via di un tradimento di lei) e sua figlia erano morti. Ciò è la causa della sua agorafobia, nonché delle allucinazioni in cui crede di parlare con loro. Anna riesce improvvisamente a ricordare cosa le è accaduto: chiede dunque scusa a tutti e inizia a seguire una terapia più serrata insieme al suo psichiatra. Mentre finge di volersi impegnare a guarire, Anna progetta il suo suicidio. A farla desistere da ciò è una scoperta inaspettata: la donna che lei credeva essere Jane Russell esiste davvero e ha avuto una storia di una notte con David, al quale ha confessato di essere la madre biologica di Ethan nonché una tossicodipendente che da anni perseguita i Russell ovunque essi vadano.
David si rifiuta di andare con Anna dalla polizia e decide di lasciare la sua abitazione. Prima che abbia il tempo di farlo, l'uomo viene assalito da Ethan, che in realtà è l'omicida della sua madre biologica nonché della segretaria di suo padre. Il ragazzo si rivela dunque un assassino seriale ancora privo di uno schema preciso ma che sa di voler uccidere le persone che, dal suo punto di vista, non si sono prese cura correttamente della sua famiglia. Una volta saputo del passato di Anna dall'agente immobiliare che aveva venduto la casa alla sua famiglia, il ragazzo aveva dunque deciso che lei sarebbe stata la sua prossima vittima. Ne consegue una feroce lotta in cui Anna riesce per la prima volta a ritornare in uno spazio aperto; la donna subisce varie ferite ma ha la meglio sul ragazzo, che finisce ucciso. Risvegliatasi in ospedale, Anna riceve delle scuse da un poliziotto per non averle creduto: l'uomo le dà inoltre la possibilità di cancellare dal suo telefonino le tracce del suo piano suicida prima che questo venga esaminato. Una volta dimessa, Anna decide di cambiare casa.

## Produzione
A settembre 2016 la Fox 2000 ha acquistato i diritti cinematografici dell’omonimo romanzo. A marzo 2018 viene annunciato che Joe Wright avrebbe diretto il film da una sceneggiatura di Tracy Letts e il mese successivo ingaggiata Amy Adams per il ruolo da protagonista. A luglio 2018 Julianne Moore, Wyatt Russell, Gary Oldman e Brian Tyree Henry si unirono al cast, seguiti da Fred Hechinger e Anthony Mackie il mese successivo.
Le riprese si sono svolte a New York dal 6 agosto al 30 ottobre 2018.
 Il budget investito per l'opera ammonta a 40 milioni di dollari.

## Distribuzione
Il film doveva essere distribuito nelle sale cinematografiche statunitensi il 15 maggio 2020 ed in quelle italiane dal 14 maggio, ma a causa della pandemia di COVID-19 l'uscita è stata rimandata al 14 maggio 2021 sulla piattaforma Netflix, che ha acquistato i diritti per la distribuzione da 20th Century Studios.

## Accoglienza
Sull'aggregatore Rotten Tomatoes il film riceve il 26% delle recensioni professionali positive con un voto medio di 4,7 su 10 basato su 203 critiche, mentre su Metacritic ottiene un punteggio di 41 su 100 basato su 39 critiche.

## Riconoscimenti
- 2021 - Razzie Awards [19]
  - Candidatura per Peggior film
  - Candidatura per Peggior regista a Joe Wright
  - Candidatura per Peggior attrice protagonista a Amy Adams
  - Candidatura per Peggior sceneggiatura a Tracy Letts
  - Candidatura per Peggior prequel, remake, rip-off o sequel (rip-off di La finestra sul cortile)